# Свиридов, Алексей Андреевич
Алексе́й Андре́евич Свири́дов (17 апреля 1919 года — 6 октября 1943 года) — советский военный лётчик,  командир эскадрильи 128-го бомбардировочного авиационного полка (241-я бомбардировочная авиационная дивизия, 3-й бомбардировочный авиационный корпус, 16-я воздушная армия), старший лейтенант, Герой Советского Союза (13 апреля 1944 года).

## Биография
Родился 17 апреля 1919 года в деревне Ступишино ныне Плавского района Тульской области в семье крестьянина.
Окончив 7 классов, Свиридов вместе с семьёй переехал в Москву, где поступил в школу ФЗУ Замоскворецкого района, после окончания которой работал слесарем на машиностроительном заводе и одновременно учился в аэроклубе.
В 1938 году Алексей Свиридов был призван в ряды РККА, а в 1939 году окончил Энгельсское военно-авиационное училище. После окончания училища был направлен в бомбардировочный авиаполк.

## Великая Отечественная война
22 июня 1941 года лейтенант Свиридов встретил в должности командира звена 128-й скоростного бомбардировочного авиаполка Западного фронта. С 22 июня по 7 июля 1941 года его экипаж совершил 11 боевых вылетов. В воздушном бою был сбит истребителями противника. Стрелок-радист его экипажа получил четыре пулевых ранения. За проявленные мужество и отвагу Указом Президиума Верховного Совета СССР от 26.07.1941 года награждён Орденом Красного Знамени.
В октябре 1941 года Свиридов принимал участие в боях на Вяземском направлении, а затем в битве за Москву.
Также осенью прошел переобучение и пересел со скоростного бомбардировщика на новый пикирующий бомбардировщик Пе-2. Первые боевые вылет на нём начал совершать с 26 декабря 1941 года.
Участвуя в боях на Калининском фронте с 26 декабря 1941 по 1 мая 1941 года произвел 74 успешных боевых вылета, из них свыше 30 полётов на разведку и бомбардировку в глубокий тыл противника. 2 мая 1942 года командованием 128-го авиаполка Свиридов А.А. был представлен к награждению Орденом Красного Знамени. В наградном листе отдельно отмечено: "Тов. Свиридов летает отлично в любых метеоусловиях. Бесстрашно громит и уничтожает технику и живую силу противника".
В 1942 году вступил в ВКП(б).
Участвовал в битвах под Курском и Севском и в боях за освобождение Белоруссии. На счету экипажа Свиридова были десятки уничтоженных танков, самоходок, автомашин, сотни вражеских солдат и офицеров, а также несколько водных переправ и железнодорожных узлов.
К октябрю 1943 года старший лейтенант Алексей Свиридов совершил 205 боевых вылетов на разведку объектов в тылу противника и бомбардировку живой силы и техники.
6 октября 1943 года во время бомбардировки эшелонов на железнодорожном узле Гомель самолёт Свиридова был подбит и при возвращении на базу взорвался. Лётчик Алексей Свиридов и штурман Михаил Павлов погибли, а стрелок-радист Григорий Алексеев, получив множественные ранения, выжил и был доставлен в госпиталь.
Свиридов похоронен в селе Перепись Городнянского района Черниговской области.
Указом Президиума Верховного Совета СССР от 13 апреля 1944 года за образцовое выполнение боевых заданий командования на фронте борьбы с немецкими захватчиками и проявленные при этом отвагу и геройство Алексею Андреевичу Свиридову посмертно присвоено звание Героя Советского Союза с вручением ордена Ленина и медали «Золотая Звезда».

## Память
- В честь Алексея Свиридова названы улицы в Москве и Гомеле.
- Имя Свиридова увековечено на стелах в городе Туле и у холма Славы возле города Плавск Тульской области.